# ウソのような本当の瞬間!30秒後に絶対見られるTV
『ウソのような本当の瞬間!30秒後に絶対見られるTV』（ウソのようなほんとうのしゅんかん!さんじゅうびょうごにぜったいみられるテレビ）は、テレビ東京系列で放送されていたバラエティ番組である。
特番第2回までは『ウソだと思ったらホントだった!30秒後に絶対見られるTV』（ウソだとおもったらホントだった!さんじゅうびょうごにぜったいみられるテレビ）というタイトルだった。

## 番組概要
本番組最大の特徴は番組名にあるようにカウントダウンが始まったら30秒後に絶対そのVTRが見られるということである。当初はVTRのタイトルを言ってからすぐに30秒後だったが後に煽りVTRを挿入してから30秒後に放送される形式になった。
紹介されるVTRは主に2種類有り、達人技などの衝撃映像系と雑学の検証VTR系がある。
雑学系についてはかつてフジテレビ系『トリビアの泉〜素晴らしきムダ知識〜』で紹介されたものと重複したもある。
固定の番組MCはいない。特番時代も曜日がバラバラだったこともあり全ての回に出演したゲストはいないが、第1、2、3、7回に出演した高橋茂雄（サバンナ）、第3 - 7回に出演した伊集院光、ハライチの4名はレギュラー放送回に毎回出演していることから事実上レギュラー扱いである。
2016年4月19日より、放送時間を2分繰り上げ・拡大し、18:55 - 19:54での放送となった。2015年10月の番組開始以来、後続番組『ありえへん∞世界』と交互に2時間SPを組むことが多く、本番組はレギュラー放送開始以来、通常編成時の通常放送（59分枠）として放送されたことはなかった。特に6月以降は隔週放送すらままならず月1放送となり、最終回でも挨拶はおろか番組終了テロップなどもなかった。
2016年12月31日には、『ウソのような本当の瞬間!30秒後に絶対見られるTV～大みそかは、世界の果てでお風呂に入ろうSP』が19:00 - 21:30枠で放送、前年放送の『仰天パニックシアター』に続く、テレビ東京大晦日バラエティ特番として放送された。
番組終了後も2017年12月29日、30日に年末特別編として放送された。その後は番組最終回で行われた企画「ダイエットJAPAN」が単独化し、特番として全3回放送『ダイエットJAPAN～ヘルシー和食で世界のおデブちゃんを救え！～』が放送されていた。

## 放送リスト

### 単発特番時代
| 1 | 2012年8月8日（水） 22:00 - 22:48  | あき竹城 小松政夫 重盛さと美 スギちゃん 高橋茂雄（サバンナ）                                                 |                                                                                             |  |
| 2 | 2012年8月24日（金） 19:00 - 20:50 | あき竹城 小松政夫 高橋茂雄（サバンナ） 優木まおみ                                                            | 小島よしお スギちゃん 重盛さと美 ダチョウ倶楽部 蝶野正洋                                    |  |
| 3 | 2013年3月26日（火） 18:55 - 20:54 | 伊集院光 COWCOW キンタロー。 高橋茂雄（サバンナ） 眞鍋かをり                                                 |                                                                                             |  |
| 4 | 2013年9月25日（水） 19:00 - 20:49 | 伊集院光 中田敦彦（オリエンタルラジオ） 眞鍋かをり ハライチ 柳原可奈子 COWCOW 小島よしお はんにゃ 木下ゆうか |                                                                                             |  |
| 5 | 2014年3月29日（土） 18:30 - 20:54 | アンガールズ 伊集院光 ハライチ 眞鍋かをり 渡辺直美 COWCOW かもめんたる コウメ太夫 GO（オテンキ） バイきんぐ  |                                                                                             |  |
| 6 | 2014年7月27日（日） 18:30 - 20:54 | 伊集院光 アンガールズ ハライチ 眞鍋かをり 菊地亜美（当時:アイドリング!!!）                                   | COWCOW かもめんたる 植野行雄（デニス） 新山千春 ボビー・オロゴン はんにゃ 杉山愛 小福山雅治 |  |
| 7 | 2015年4月6日（月） 18:57 - 21:54  | 伊集院光 サバンナ 中村アン ハライチ 川村エミコ（たんぽぽ） 秋元真夏（乃木坂46）                              | ジャングルポケット どぶろっく 佐藤綾里 木下ゆうか もえのあずき                              |  |

### レギュラー時代
| 2015年 | 2015年          | 2015年 | 2015年                                                                                               | 2015年 | 2015年                   | 2015年 |
| 回     | 放送日          | 内容 | スタジオゲスト                                                                                       | リポーター | 備考                     |        |
| ------ | --------------- | --- | --- | --- | ------------------------ | ------ |
| 1      | 2015年 10月27日 | | 伊集院光 おのののか 高橋茂雄（サバンナ） ハライチ ハリセンボン                                       | アンガールズ かもめんたる あばれる君 秋元真夏（乃木坂46） アキラ100% もえのあずき アンジェラ佐藤 ニンジャHIROKI 林麗奈 | 2時間SP（18:57 - 20:54） |        |
| 2      | 11月3日         | | 伊集院光 河北麻友子 高橋茂雄（サバンナ） 渡辺直美 ハライチ 高山一実（乃木坂46） 秋元真夏（乃木坂46） | アンガールズ かもめんたる もえのあずき アンジェラ佐藤                                                                  | 2時間SP（18:57 - 20:54） |        |
| 3      | 11月24日        | | 伊集院光 高橋茂雄（サバンナ） ハライチ 菊地亜美 吉木りさ                                             | あばれる君 谷+1。 もえのあずき アンジェラ佐藤 小福山雅治                                                               | 2時間SP（18:57 - 20:54） |        |
| 4      | 12月15日        | | 伊集院光 いとうあさこ 生駒里奈（当時:乃木坂46） 高山一実（乃木坂46） ハライチ 高橋茂雄（サバンナ）   | 秋元真夏（乃木坂46） かもめんたる アントニー（マテンロウ） サバンナ はんにゃ 菊地亜美 もえのあずき アンジェラ佐藤      | 2時間SP（18:57 - 20:54） |        |
| 5      | 12月22日        | - 北関東メガ盛り3連発！ - 大阪には食べられないお肉が自慢のお店がある！ - ウソのような本当のアジア＜タイ編＞ - 目黒川をライトアップする21万個の電球の中に花弁の形をした電球が3個だけ隠されている！ - 目には見えないヘルメットって何!? - リンゴの皮は5秒でむける！ | 足立梨花 伊集院光 おのののか 高橋茂雄（サバンナ） ハライチ                                           | もえのあずき アンジェラ佐藤 桝渕祥与 かもめんたる 秋元真夏（乃木坂46） 白鳥久美子（たんぽぽ） キンタロー。             | 2時間SP（18:57 - 20:54） |        |

| 2016年 | 2016年         | 2016年 | 2016年 | 2016年 | 2016年                     | 2016年 |
| 回     | 放送日         | 内容 | スタジオゲスト | リポーター | 備考                       |        |
| ------ | -------------- | --- | --- | --- | -------------------------- | ------ |
| 6      | 2016年 1月5日  | - 日本VS世界！ありえない瞬間対決！ - かわいい動物ぶっ飛び映像SP - “初めての日”衝撃映像 - 京急“ぶっ飛びB級グルメ” - 変なおじさんin the ワールド - くだらない事に命をかける達人SP | 伊集院光 筧美和子 高橋茂雄（サバンナ） 馬場園梓（アジアン） ハライチ 松井玲奈                                                                     | | 2時間SP（18:57 - 20:54）   |        |
| 7      | 1月26日        | - 中国には、炎で溶けた鉄をまき散らす花火がある - メガ盛りシリーズ関東3連戦！ - 名古屋で「ウソのような本当のグルメ」 - 中国で若者たちの携帯電話をチェック！ - 空から東京を見ていると…屋上に表札があった！ | 秋元真夏（乃木坂46） 伊集院光 キンタロー。 高橋茂雄（サバンナ） 高山一実（乃木坂46） ハライチ                                                     | アンジェラ佐藤 桝渕祥与 もえのあずき                                                                             | 2時間SP（18:57 - 20:54）   |        |
| 8      | 2月9日         | - ウソのようなパプアニューギニア - 底知れぬ埼玉VS恐るべき茨城 - 30秒なら見てられるシアター - 関西メガ盛り3連発 - かもめクッキング | 秋元真夏（乃木坂46） 伊集院光 高橋茂雄（サバンナ） 嗣永桃子 ハライチ バービー                                                                     | あばれる君 アンジェラ佐藤 桝渕祥与 もえのあずき                                                                  | 2時間SP（18:57 - 20:54）   |        |
| 9      | 2月23日        | - インドで発見！ - 新企画！「一生分の○○」 - 知られざる日本ミステリー | 秋元真夏（乃木坂46） 松村沙友理（乃木坂46） ハライチ 高橋茂雄（サバンナ） 光浦靖子（オアシズ）                                                    | おかずクラブ アンジェラ佐藤 桝渕祥与 もえのあずき                                                                | 2時間SP（18:57 - 20:54）   |        |
| 10     | 3月15日        | - 山形県には…かなりやばい鳥がいる - おかずクラブが実験！第1回野菜バクハツ選手権 - メガ盛りシリーズin関東 - 台湾には超危険な花火大会がある！ - スペインでは…500人が手づかみで1つのケーキを奪い合う！ - 知られざるチェーン店の裏メニュー！ロッテリアVSらあめん花月嵐VSすしざんまい - ムチvsヌンチャクシリーズ - 瀬戸内海には真冬に本気で水合戦をする男たちが！ - 福島県には勝手に動く家がある！ - 漢字だけでインドの風景を描く男 | 伊集院光 ハライチ 高橋茂雄（サバンナ） 吉木りさ りゅうちぇる 渡辺直美                                                                             | あばれる君 おかずクラブ アンジェラ佐藤 桝渕祥与 もえのあずき ニンジャHIROKI 林麗奈                               | 2時間SP（18:57 - 20:54）   |        |
| 11     | 3月29日        | - 世界の衝撃映像 - 日本のご当地ミステリー - 世界VS日本!変なおじさん対決 - 30秒なら見てられる!くだらぬ特技 - 知られざるチェーン店の裏メニュー！ロッテリアVSらあめん花月嵐VSすしざんまい - ムチvsヌンチャクシリーズ - 瀬戸内海には真冬に本気で水合戦をする男たちが！ | 伊集院光 黒沢かずこ（森三中） 佐藤栞里 高橋茂雄（サバンナ） 椿鬼奴 ハライチ                                                                       | あばれる君 かもめんたる 秋元真夏（乃木坂46） アンジェラ佐藤 桝渕祥与 ニンジャHIROKI 林麗奈                       | 2時間SP（18:57 - 20:54）   |        |
| 12     | 4月19日        | - 世界の衝撃映像 - 30秒！どこでもマジックシアター - 日本で発見！ミステリースポット4連発！ - 日本各地で発見！超びっくりグルメ！ - ウソのような本当の体を張った実験！ - ウソのような本当の特技30秒シアター3連発 | 伊集院光 中越典子 川村エミコ 高橋茂雄（サバンナ） ハライチ 桜井玲香（当時:乃木坂46） 斉藤優里（当時:乃木坂46）                                    | トランプマン アンジェラ佐藤 桝渕祥与 もえのあずき 塚田僚一（A.B.C-Z） 橋本良亮（A.B.C-Z）                        | 2時間SP（18:55 - 20:54）   |        |
| 13     | 4月26日        | - 世界の衝撃映像 - 水とトイレットペーパーを使った 身近な実験3連発 - 大食い女子vs老舗有名店 メガ盛りオファー3連発 - 知られざる日本のミステリースポット3連発 | 伊集院光 高橋茂雄（サバンナ） ハライチ ニッチェ 秋元真夏（乃木坂46）                                                                              | アンジェラ佐藤 桝渕祥与 もえのあずき                                                                             | 2時間SP（18:55 - 20:54）   |        |
| 14     | 5月17日        | - 世界の衝撃映像 - 名古屋城ひつまぶし | 荻野可鈴（夢みるアドレセンス） 志田友美（夢みるアドレセンス） 光浦靖子 伊集院光                                                                   | もえのあずき アンジェラ佐藤 桝渕祥与 アンガールズ 崔領二                                                         | 2時間SP（18:55 - 20:54）   |        |
| 15     | 5月31日        | - 世界の衝撃映像 - マジシャンはホームセンターでもマジックができる！Part2 - 牛角vsメガ盛り女子 全メニュー制覇すると一体いくら？ - ご当地ヘンテコラーメン2連発in愛知 | ニッチェ 田中美麗（当時:SUPER☆GiRLS） 前島亜美（当時:SUPER☆GiRLS） 東貴博 高橋茂雄（サバンナ） ハライチ                                           | あばれる君 アンジェラ佐藤 もえのあずき 桝渕祥与                                                                  | 2時間SP（18:55 - 20:54）   |        |
| 16     | 6月14日        | - 世界の衝撃映像 - 一生分の○○って一体どれくらい？ | 博多華丸 ハライチ 荻野可鈴（夢みるアドレセンス） 山田朱莉（夢みるアドレセンス） 小林れい（夢みるアドレセンス） おのののか                         | 秋元真夏（乃木坂46） かもめんたる                                                                                | 2時間SP（18:55 - 20:54）   |        |
| 17     | 6月21日        | - 世界の衝撃映像 - マジシャンはホームセンターでもマジックができる！Part3 - 徳島には総重量6kgのスーパー太巻きがある - ご当地ヘンテコラーメン2連発in群馬 | 伊集院光 黒沢かずこ（森三中） ハライチ 嗣永桃子 吉木りさ 厚切りジェイソン                                                                         | トランプマン アンジェラ佐藤 もえのあずき 桝渕祥与                                                                | 2時間SP（18:55 - 20:54）   |        |
| 18     | 7月5日         | - マジシャンはホームセンターでもマジックができる!Part4 - ウソのような本当の瞬間!inタイ | 伊集院光 小池栄子 高橋茂雄（サバンナ） ハライチ 橋本環奈 厚切りジェイソン                                                                         | トランプマン | 2時間SP（18:55 - 20:54）   |        |
| 19     | 7月19日        | - マジシャンはホームセンターでもマジックができる!Part5 - メガ盛り女子vs東京駅グランスタ 人気商品ベスト100を食べ尽くすといくら？ - ご当地ヘンテコラーメン3連発in千葉 | 伊集院光 ハライチ たんぽぽ 高橋茂雄（サバンナ） 板野友美 ベック                                                                                   | トランプマン アンジェラ佐藤 もえのあずき 桝渕祥与 おごせ綾                                                       | 2時間SP（18:55 - 20:54）   |        |
| 20     | 8月2日         | - 世界vs日本 ヘンテコ祭り対決 BEST3 - 世界ヘンテコおじさん - 日本で発見！”気持ちイイ～！ヘンテコ遺産”3連発！ - 世界！ヘンテコミステリースポット！BEST3 - プールでやりたい！実験2連発！ - 夏しか見られない！動物ミステリー3連発！ | 伊集院光 ハライチ 高橋茂雄（サバンナ） 厚切りジェイソン 馬場園梓（アジアン） 浅川梨奈（当時:SUPER☆GiRLS） 田中美麗（当時:SUPER☆GiRLS） 小鷹狩百花 | | 2時間SP（18:55 - 20:54）   |        |
| 21     | 8月16日        | - 商店街でもマジックができる!トランプマンin戸越銀座商店街 - メガ盛り娘たちは東海エリアでメガ盛りに挑戦! | 伊集院光 荻野可鈴（夢みるアドレセンス） 京佳（夢みるアドレセンス） ハライチ 高橋茂雄（サバンナ） 黒沢かずこ（森三中）                             | アンジェラ佐藤 もえのあずき 桝渕祥与 おごせ綾                                                                    | 2時間SP（18:55 - 20:54）   |        |
| 22     | 8月30日        | - トランプマンに美女マジシャンが挑戦状!? - メガ盛り娘VS大戸屋 | 東貴博 高橋茂雄（サバンナ） ハライチ ニッチェ おのののか 朝比奈彩                                                                                 | トランプマン ステッキガール もえのあずき アンジェラ佐藤 おごせ綾 桝渕祥与                                        | 2時間SP（18:55 - 20:54）   |        |
| 23     | 9月13日        | - 世界で発見！ありえない瞬間 - 沿線ヘンテコB級グルメ 京成線編 - 知られざる日本の都市伝説 - 一度は行ってみたい！不思議な店 | ハライチ 高橋茂雄（サバンナ） 池田美優（みちょぱ） 東貴博 井上理香子（フェアリーズ）                                                              | | 2時間SP（18:55 - 20:54）   |        |
| 24     | 9月20日        | - 世界で発見！ありえない瞬間 - ”どこでも30秒マジック”in巣鴨 - 日本VS東欧3ヶ国 仰天ミステリー - 絶景見つけたら・・・その場で風呂！ in 鹿児島 - 東武伊勢崎線！沿線B級ヘンテコグルメ | 伊集院光 ハライチ 高橋茂雄（サバンナ） 横澤夏子 真山りか（私立恵比寿中学） 廣田あいか（当時:私立恵比寿中学）                                      | トランプマン ステッキガール ゆんぼだんぷ                                                                         | 2時間SP（18:55 - 20:54）   |        |
| 25     | 10月11日       | - マジシャンはホームセンターでもマジックができる!Part.6 - 大食い娘VSココス全メニュー - 中米エルサルバドルには暴れ回る火の玉野郎たちがいる! | 伊集院光 ハライチ 高橋茂雄（サバンナ） 白間美瑠（NMB48） 矢倉楓子（当時:NMB48）                                                                   | トランプマン ステッキガール もえのあずき アンジェラ佐藤 おごせ綾 桝渕祥与                                        | 2時間SP（18:55 - 20:54）   |        |
| 26     | 10月18日       | - 世界で発見！ありえない瞬間 - 達人がくだらないすご技に挑戦 - 一度は行ってみたい！フシギな店 - 絶景見つけ…その場で風呂！in温泉天国・大分 | 伊集院光 ハライチ 馬場園梓 高橋茂雄（サバンナ） 林田真尋（フェアリーズ） 藤田みりあ（当時:フェアリーズ）                                          | トランプマン ステッキガール もえのあずき アンジェラ佐藤 おごせ綾 桝渕祥与 ゆんぼだんぷ                           | 2時間SP（18:55 - 20:54）   |        |
| 27     | 11月8日        | - 世界vs日本ぶっとび祭り！ - ぶっとびワンちゃん&猫ちゃん6連発 - おバカな夢かなえた男たち！ - 30秒なら見ていられる“ちょっとヘンな”特技 - 日本！ミステリースポット探検隊 - メガ盛り美女vs伝説の料理人！ - お家ですぐできる不思議な実験！ | 伊集院光 ハライチ 横澤夏子 生田衣梨奈（モーニング娘。） 飯窪春菜（当時:モーニング娘。）                                                           | もえのあずき アンジェラ佐藤 おごせ綾 桝渕祥与                                                                    | 2時間SP（18:55 - 20:54）   |        |
| 28     | 11月15日       | - 世界！ヘンテコペット！ - 日本vs世界！ヘンテコ村！ - 世界で謎の進化を遂げた、日本文化を探せ！ - 絶景！トラック風呂の旅！ - 達人がくだらない事に本気で挑戦！ - 世界！ヘンテコ美女探検隊 | 伊集院光 高橋茂雄（サバンナ） ハライチ 黒沢かずこ（森三中） 池田美優（みちょぱ）                                                                  | ゆんぼだんぷ ビックスモールン JP ニンジャHIROKI 林麗奈 鬼熊                                                      | 2時間SP（18:55 - 20:54）   |        |
| 29     | 11月29日       | - 世界で発見！衝撃映像 - 世界のカワイイどうぶつ！ - 知られざるイギリス探検！ - ヘンテコ神改造！ - 日本縦断！絶景トラック風呂の旅 - 全国！ヘンテコラーメン探検隊 - 30秒ミステリー事件簿！ | 伊集院光 高橋茂雄（サバンナ） ハライチ 横澤夏子 瑛茉ジャスミン 都丸紗也華                                                                         | はんにゃ ゆんぼだんぷ 石井てる美 ランス39号 佐藤すみれ（当時:SKE48） ザブングル 丸山礼                           | 2時間SP（18:55 - 20:54）   |        |
| 30     | 12月20日       | - 世界10カ国！衝撃映像 - イケメン兄弟マジシャンin東急ハンズ - 世界vs日本！ヘンテコXマス！ - 最強バネ職人vs野球盤 - トラックを露天風呂に改造！絶景見つけたらその場で風呂 - 30秒なら見てられる変な特技 - 30秒！実験ダービー | 伊集院光 高橋茂雄（サバンナ） ハライチ メイプル超合金 井上苑子 越智ゆらの 浅川梨奈（当時:SUPER☆GiRLS）                                            | はんにゃ ゆんぼだんぷ 山上兄弟 ビックスモールン 高橋ちゃん 犬一                                                  | 2時間SP（18:55 - 20:54）   |        |
| 31     | 12月31日（土） | - 九州編完結!絶景トラック風呂!! - 九州編完結おめでとう企画!絶景風呂inロシア - 大食い美女VSすしざんまいのメガ盛り寿司ケーキ9.3キロ - トランプマンVS台湾の天才マジシャン、サニー・チェン | 伊集院光 高橋茂雄（サバンナ） ハライチ ニッチェ 紗蘭 武田玲奈                                                                                     | ゆんぼだんぷ トランプマン サニー・チェン アンジェラ佐藤 もえのあずき おごせ綾 おかゆ太郎 ランス39号 シューマッハ | 2時間半SP（19:00 - 21:30） |        |

| 2017年 | 2017年         | 2017年 | 2017年 | 2017年                                                                                                 | 2017年                   | 2017年 |
| 回     | 放送日         | 内容 | スタジオゲスト | リポーター                                                                                             | 備考                     |        |
| ------ | -------------- | --- | --- | --- | ------------------------ | ------ |
| 32     | 2017年 1月10日 | - 新企画!空から世界を見てみよう! - メガ盛り美女VS和の鉄人!!! | 伊集院光 高橋茂雄（サバンナ） ハライチ 朝比奈彩 宮澤佐江 馬場園梓（アジアン） | アンジェラ佐藤 もえのあずき おごせ綾                                                                   | 2時間SP（18:55 - 20:54） |        |
| 33     | 1月24日        | - 絶景&ヘンテコ遺産を探せinペルー - ダメ犬vsしつけの達人 - 世界で発見！気持ちイイ～スゴ技 - かわいい〜動物！ - 危機一髪！ヒヤヒヤ映像 - 全国ヘンテコカレー探検隊！ - 30秒！ミステリーシアター - 30秒なら見ていられる変な特技 | 伊集院光 高橋茂雄（サバンナ） ハライチ 吉木りさ 柏木ひなた（私立恵比寿中学） 松野莉奈（当時:私立恵比寿中学）                                                                          | 斎藤洋介 鈴木福 ザブングル 佐藤すみれ（当時:SKE48） 丸山礼 スギちゃん ランス39号 犬一 ビックスモールン | 2時間SP（18:55 - 20:54） |        |
| 34     | 2月7日         | - お家で出来る!簡単メロンパン作りに欅坂46が挑戦!驚きの作り方とは… - サンシャイン池崎がポストイットを使ってスーパーヒーローになる!? - メガ盛り娘VS5.5キロのメガ盛り&激辛蒙古タンメン! | 伊集院光 高橋茂雄（サバンナ） ハライチ 黒沢かずこ（森三中） 菅井友香（欅坂46） 長濱ねる（当時:欅坂46） 守屋茜（欅坂46）                                                               | サンシャイン池崎 アンジェラ佐藤 もえのあずき おごせ綾 ビックスモールン JP ランス39号                   | 2時間SP（18:55 - 20:54） |        |
| 35     | 2月21日        | - フィリピン！離島の秘境探検隊！ - 知られざる！群馬ミステリー - カワイイ〜けど…不思議な動物3連発！ - 世紀の対決！ホームセンターマジック - 職人！神チャレンジ - 全国！へんてこラーメン探検隊 - 家で出来る不思議クッキング - 世界の衝撃映像 - 30秒！モノマネシリーズ                                                                                        | 伊集院光 高橋茂雄（サバンナ） ハライチ 真野恵里菜 おかずクラブ | トランプマン サニー・チェン カミナリ JP ランス39号                                                     | 2時間SP（18:55 - 20:54） |        |
| 36     | 3月7日         | - 未知の国の絶景SP - 仲良しすぎてカワイイ〜！動物 - マヌケだけど…カワイイ〜！動物 - 新企画！朝まで街のちょっと“ヘンなおじさん”と過ごしてみよう - 世界で発見！達人のスゴ技 - 究極の“ダメ犬しつけ術” - ヘンテコラーメン探検隊 - 日本全国！一度は行きたい謎の店！ - 30秒なら見ていられる！変なモノマネ - 電子レンジで裏ワザグルメ！ - 世界！マヌケ人物列伝！ | 伊集院光 高橋茂雄（サバンナ） ハライチ 譜久村聖（モーニング娘。) 牧野真莉愛（モーニング娘。） 池田美優（みちょぱ）                                                                    | JP TAIGA むらせ                                                                                        | 2時間SP（18:55 - 20:54） |        |
| 37     | 3月21日        | - 日本vs台湾！世紀のマジック対決 - WBC超えろ！職人が限界チャレンジ - 可愛い〜ヘンテコアニマル - 30秒！ものまねシアター - 発見！世界の衝撃映像！ - 3月！ヘンテコ卒業式 - あなたの町のちょっとへんなおじさん - 家で出来る！脳トレ！ - 裏ワザクッキング！ | 伊集院光 高橋茂雄（サバンナ） ハライチ やしろ優 田中美麗（当時:SUPER☆GiRLS） 渡邉幸愛（SUPER☆GiRLS） 阿部夢梨（SUPER☆GiRLS）                                                          | カミナリ トランプマン サニー・チェン ランス39号 TAIGA イーちゃん                                       | 2時間SP（18:55 - 20:54） |        |
| 38     | 4月11日        | - 新企画！地球と戦うTV - アメリカVSロシア！衝撃映像対決 - ムチvsヌンチャク！奇跡の戦い！ - 世界！仰天ミステリー - 新企画！運気アゲアゲ団！ - すぐできる！裏技クッキング - 本気でくだらない事に挑戦！30秒シアター - 全国ヘンテコラーメン探検隊！in関東 | 伊集院光 高橋茂雄（サバンナ） ハライチ 馬場園梓（アジアン） 峯岸みなみ（AKB48） 朝比奈彩                                                                                              | ゆんぼだんぷ アキラ100% クマムシ ザブングル ニンジャHIROKI 林麗奈                                      | 2時間SP（18:55 - 20:54） |        |
| 39     | 4月18日        | - 日本vs台湾！世紀のマジック対決 - 穴場スポット探検隊 - ムチvsドリフト！奇跡の戦い！ - ウソのような本当の珍景色！ - 世界で発見！衝撃映像 - 一度は行ってみたい不思議な店 - 30秒なら見ていられる変な特技 - すぐできる！裏技クッキング | 伊集院光 高橋茂雄（サバンナ） ハライチ ニッチェ 谷まりあ 野元空（フェアリーズ） 林田真尋（フェアリーズ）                                                                              | マギー審司 サニー・チェン むらせ 林麗奈 土屋圭市                                                       | 2時間SP（18:55 - 20:54） |        |
| 40     | 5月2日         | - 世界で衝撃映像撮ってきたSP - 9割の人が知らない！でも行ってみたくなる！“穴場ジャパン”探検隊！ - 全国！ヘンテコ発明を探せ！ - 劇的！“犬”ビフォーアフター - 30秒！一瞬モノマネシアター - 癒される！カワイイ犬&猫SP - かわいい赤ちゃん！ - マヌケで笑える男たち - すぐできる！裏技クッキング！ - 危険なことはやめましょう！ - すごい！神ワザ特集            | 伊集院光 高橋茂雄（サバンナ） ハライチ 阿佐ヶ谷姉妹 久松郁実 佐藤麗奈（当時:マジカル・パンチライン） 沖口優奈（マジカル・パンチライン）                                               | 渡部絵美 むらせ 假屋崎省吾 はんにゃ                                                                    | 2時間SP（18:55 - 20:54） |        |
| 41     | 5月16日        | - カオスの国・インド！ - 日本vs台湾！マジック対決in越谷レイクタウン - 絶景チャレンジ！断崖絶壁流しソーメン - 世界で発見！衝撃映像 - 日本全国ヘンテコラーメン調査隊 - 第1回サバンナ高橋選手権 - 得する！裏技クッキング | 伊集院光 高橋茂雄（サバンナ） ハライチ たんぽぽ 林田真尋（フェアリーズ） 井上理香子（フェアリーズ） 須田亜香里（SKE48） 田中美麗（SUPER☆GiRLS） 渡邉幸愛（SUPER☆GiRLS）               | サンシャイン池崎 むらせ Gたかし トランプマン サニー・チェン                                            | 2時間SP（18:55 - 20:54） |        |
| 42     | 5月23日        | - 日本vsアメリカ！衝撃対決 - 街でニヤニヤしてる人に聞いてみた…どうして笑ってるんですか？ - 真のプロフェッショナルは誰？ドッキリ選手権 - 昔話を超えてゆけ - 世界で発見！衝撃映像 | 伊集院光 高橋茂雄（サバンナ） ハライチ 須田亜香里（SKE48） 田中美麗（当時:SUPER☆GiRLS） 渡邉幸愛（SUPER☆GiRLS） 大倉士門 たんぽぽ 林田真尋（フェアリーズ） 井上理香子（フェアリーズ） | 鈴木奈々 ヨネスケ 東貴博 内山信二                                                                      | 2時間SP（18:55 - 20:54） |        |
| 43     | 6月20日        | - 実録！本当にヤバい現場2017 - 最強モーター職人vs扇風機 - 素朴なギモン！オトナが本気で解決！ - 究極の“ダメ犬しつけ術” - 番組恒例！今週の“おそロシア” - かわいい〜動物！衝撃映像 - スゴ技&マヌケな男SP - すごいぞ！ビックリ仏教！ - スゴ技アニマルvs人間 - 全国！ヘンテコラーメン探検隊                                                                    | 伊集院光 高橋茂雄（サバンナ） ハライチ 竜星涼 梅田彩佳 一ノ瀬みか（神宿） 羽島めい（神宿）                                                                                            | はんにゃ スギちゃん 安田大サーカス                                                                     | 2時間SP（18:55 - 20:54） |        |
| 44     | 7月4日         | - 世界の知られざる離島探検隊 - 夏食べたい！世界ヘンテコスイーツ2017 - 海外で！水全部抜いてみた！ - 世界ヘンテコ動物 - イケメン男子高校生を美女にせよ！メイクで美女に変身選手権！ - 日本vsアルゼンチン！マジック対決inホームセンター！ - 世界中で撮ってきた！熱狂の現場！ - 命知らずなやつらSP - 世界の衝撃映像                                            | 伊集院光 高橋茂雄（サバンナ） ハライチ 平岡祐太 ニッチェ 真山りか（私立恵比寿中学） 柏木ひなた（私立恵比寿中学）                                                                      | ピカ子 八幡カオル もえのあずき ホン・チェンスー トランプマン ミルコ                                    | 2時間SP（18:55 - 20:54） |        |
| 45     | 8月1日         | - 琵琶湖を歩いて渡れ！ - スペインで不可能に挑戦！ - ハライチ…“炎”と戦え！ - 浅草・かっぱ橋にある物で…即興マジックに挑戦！ - ムチvsヌンチャク 高校で対決！ - 予測不可能！激ウマヘンテコラーメン作った男た - 第1回出川哲朗モノマネ選手権 | 伊集院光 高橋茂雄（サバンナ） ハライチ 池田美優（みちょぱ） | 春日俊彰（オードリー） トランプマン ミルコ ニンジャHIROKI 林麗奈 ホリ もえのあずき                     | 2時間SP（18:55 - 20:54） |        |
| 46     | 9月5日         | - 和食！ダイエットJAPAN - スワンボートで海外へGO！ | 伊集院光 高橋茂雄（サバンナ） ハライチ 田中美麗（当時:SUPER☆GiRLS） 浅川梨奈（当時:SUPER☆GiRLS） ダニエラさん ロバートさん エラさん                                                   | ピスタチオ ダニエラさん ロバートさん エラさん                                                          | 2時間SP（18:55 - 20:54） |        |

## 出演者
- 伊集院光
- 高橋茂雄（サバンナ）
- ハライチ（澤部佑・岩井勇気）

## ナレーション

### 単発特番時代
- 第1回 平井誠一
- 第2回 若本規夫、冨永みーな
- 第3回 木村匡也、阪井あかね
- 第4、6回 三村ロンド、阪井あかね

### レギュラー放送時代
- 三村ロンド
  - 2015年12月15日、2016年1月5日放送分は木村匡也が代役
- 皆口裕子

## ネット局と放送時間
| 放送対象地域   | 放送局         | 系列           | 放送日時                     | 放送期間                        | 遅れ       | 備考         |
| -------------- | -------------- | -------------- | ---------------------------- | ------------------------------- | ---------- | ------------ |
| 関東広域圏     | テレビ東京     | テレビ東京系列 | 火曜 18:55 - 19:54           | 2015年10月27日 - 2017年9月5日   | 制作局     |              |
| 北海道         | テレビ北海道   | テレビ東京系列 | 火曜 18:55 - 19:54           | 2015年10月27日 - 2017年9月5日   | 同時ネット |              |
| 愛知県         | テレビ愛知     | テレビ東京系列 | 火曜 18:55 - 19:54           | 2015年10月27日 - 2017年9月5日   | 同時ネット |              |
| 岡山県・香川県 | テレビせとうち | テレビ東京系列 | 火曜 18:55 - 19:54           | 2015年10月27日 - 2017年9月5日   | 同時ネット |              |
| 福岡県         | TVQ九州放送    | テレビ東京系列 | 火曜 18:55 - 19:54           | 2015年10月27日 - 2017年6月20日  | 同時ネット | [ 8 ]        |
| 大阪府         | テレビ大阪     | テレビ東京系列 | 火曜 18:55 - 19:54           | 2015年10月27日 - 2017年7月4日   | 同時ネット | [ 8 ]        |
| 滋賀県         | びわ湖放送     | 独立局         | 火曜 18:55 - 19:54           | 2015年10月27日 - 2017年7月4日   | 同時ネット | [ 8 ]        |
| 和歌山県       | テレビ和歌山   | 独立局         | 火曜 18:55 - 19:54           | 2015年10月27日 - 2017年7月4日   | 同時ネット | [ 8 ]        |
| 岐阜県         | 岐阜放送       | 独立局         | 火曜 18:55 - 19:54           | 2016年10月11日 - 2017年9月5日   | 同時ネット |              |
| 奈良県         | 奈良テレビ     | 独立局         | 火曜 18:55 - 19:54           | 2016年10月27日 - 2017年10月10日 | 同時ネット |              |
| 長野県         | 長野放送       | フジテレビ系列 | 土曜 12:55 - 13:55           | 2015年11月7日 - 2017年10月28日  | 遅れネット |              |
| 新潟県         | テレビ新潟     | 日本テレビ系列 | 金曜 10:25 - 11:25           | 2015年11月7日 - 2018年1月19日   | 遅れネット | [ 9 ] [ 10 ] |
| 長崎県         | テレビ長崎     | フジテレビ系列 | 日曜 1:10 - 2:05（土曜深夜） | 2015年11月8日 -                 | 遅れネット | [ 9 ]        |
| 宮城県         | ミヤギテレビ   | 日本テレビ系列 | 不定期放送                   | 2015年11月8日 -                 | 遅れネット |              |
| 福島県         | 福島中央テレビ | 日本テレビ系列 | 月曜 10:25 - 11:25           | 2015年11月9日 -                 | 遅れネット | [ 9 ]        |
| 岩手県         | テレビ岩手     | 日本テレビ系列 | 日曜 12:35 - 13:30           | 2015年11月15日 -                | 遅れネット | [ 9 ]        |
| 沖縄県         | 琉球朝日放送   | テレビ朝日系列 | 日曜 15:30 - 16:25           | 2015年11月15日 -                | 遅れネット | [ 9 ]        |
| 大分県         | 大分朝日放送   | テレビ朝日系列 | 土曜 15:00 - 16:00           | 2015年11月21日 -                | 遅れネット | [ 9 ]        |
| 青森県         | 青森朝日放送   | テレビ朝日系列 | 木曜 15:57 - 16:50           | 2015年11月26日 -                | 遅れネット | [ 9 ]        |
| 広島県         | 中国放送       | TBS系列        | 不定期放送                   | 2015年12月3日 -                 | 遅れネット | [ 9 ]        |
| 石川県         | テレビ金沢     | 日本テレビ系列 | 日曜 0:55 - 1:57（土曜深夜） | 2016年1月10日 -                 | 遅れネット | [ 9 ]        |
| 静岡県         | テレビ静岡     | フジテレビ系列 | 火曜 14:50 - 15:50           | 2016年4月5日 -                  | 遅れネット | [ 9 ]        |

- テレビ東京系列としてはあくまでローカルセールス枠のため、通常時に同時ネットとしている系列局および名阪地区の独立局であっても、局の都合で臨時非ネットもしくは（テレビ東京と同時刻であったとしても）遅れネットとなる場合があった。

### 放送時間の変遷
| 期間       | 期間       | 放送時間（日本時間）         |
| ---------- | ---------- | ---------------------------- |
| 2015.10.27 | 2016.03.29 | 火曜日 18:57 - 19:54（57分） |
| 2016.04.19 | 2017.09.05 | 火曜日 18:55 - 19:54（59分） |